# 2009年7月

## 7月31日
- 菲律宾前总统病逝，享年76岁。華盛頓郵報（页面存档备份，存于）
- 巴基斯坦最高法院宣布，前总统佩尔韦兹·穆沙拉夫於2007年所頒布的紧急状态令违反宪法。CNN（页面存档备份，存于）
- 俄罗斯天然气工业股份公司一条连接萨哈林岛海上气田、黑龙江沿岸城市哈巴罗夫斯克和太平洋港口城市符拉迪沃斯托克的天然气运输管道正式开工建设。新华网 Archive.today的存檔，存档日期2013-04-28环球网（页面存档备份，存于）

## 7月29日
- 几内亚比绍执政党几内亚和佛得角非洲独立党候选人巴卡伊·萨尼亚在7月26日举行的第二轮总统选举中获胜，当选为新一任总统。瑞士中文網[]

## 7月27日
- 吉尔吉斯斯坦现任总统库尔曼别克·巴基耶夫在7月23日举行的总统大选中获得76.4%的选票，将连任下一任总统。新民网（页面存档备份，存于）
- 首轮中美战略与经济对话在美国首都华盛顿开幕。中国国家主席胡锦涛特别代表、国务院副总理王岐山和国务委员戴秉国与美国总统奥巴马特别代表、国务卿希拉里·克林顿和财政部长蒂莫西·盖特纳共同主持对话。新华网（页面存档备份，存于）

## 7月26日
- 澳門第三屆行政長官選舉候選人崔世安以獲得282票贊成、14票空白票當選新的一任行政長官。BBC中文版（页面存档备份，存于）
- 2009年中国国民党主席选举唯一候选人中华民国总统马英九以92.51%的得票率当选新一届中国国民党主席。中新网（页面存档备份，存于）
- 印度研製的首艘國產核潛艇殲滅號正式下水，使印度成為全球第六個擁有核潛艇的國家。BBC中文網（页面存档备份，存于） 新华网（页面存档备份，存于）
- 第96届环法自行车赛在法国巴黎结束，西班牙选手阿尔韦托·孔塔多获得总冠军。央视网（页面存档备份，存于）
- 7月16日至7月26日－第八屆世界運動會於台灣高雄市舉行。

## 7月24日
- 7月24日，西班牙国王胡安·卡洛斯一世宣布启用位於加那利群岛的加那利大型望遠鏡，这将会是全世界最大的望远镜。台灣英文新聞（页面存档备份，存于）
- 7月24日，伊朗一架由德黑兰飞往马什哈德的阿利亚航空公司客机在马什哈德国际机场降落时滑出跑道，造成至少17人死亡，19人受伤。新華網（页面存档备份，存于）

## 7月23日
- 7月23日，印尼總統蘇西洛·班邦·尤多約諾在總統選舉中獲得連任。[1]
- 连接非洲东南部与欧亚大陆的SEACOM海底光缆铺设完毕，该光缆总长1.7万公里，总带宽为12.8兆字节/秒，共耗资6.5亿美元。[2]
- 德国大众汽车公司宣布收购保时捷公司计划，从而结束两家公司的控股争夺战。[3]

## 7月22日
- 亚洲和太平洋部分地区出现日食，其中印度中部、尼泊尔东南部、不丹、孟加拉国北部、缅甸北部、中国中部长江流域、日本琉球群岛、南太平洋等部分地区出现日全食。新華網（页面存档备份，存于）新华网（页面存档备份，存于）新华网（页面存档备份，存于）
- 国际仲裁法院对苏丹阿卜耶伊地区归属及边界划分做出仲裁，苏丹执政党全国大会党和南部前反政府武装苏丹人民解放运动宣布接受该仲裁结果。搜狐（页面存档备份，存于）

## 7月19日
- 台风莫拉菲在中国广东省深圳市龙岗区南澳街道沿海地区登陆，中心附近最大风力达13级。新华网（页面存档备份，存于）
- 毛里塔尼亚前最高国务委员会主席穆罕默德·乌尔德·阿卜杜勒－阿齐兹在18日举行的总统选举中获胜，成为新一任毛里塔尼亚总统。新华网 Archive.today的存檔，存档日期2013-04-28

## 7月18日
- 澳大利亚新南威尔士州悉尼西北方郊区北艾坪（英语：North Epping, New South Wales）发生灭门案，林姓华裔家庭一家五口遇害。

## 7月17日
- 印尼首都雅加达的两家豪华酒店（丽思卡尔顿酒店与万豪酒店）遭受炸弹袭击，造成至少9人死亡、近50人受伤。BBC中文网（页面存档备份，存于）
- 冰岛政府向欧盟轮值主席国瑞典和位于比利时首都布鲁塞尔的欧盟委员会正式递交加入欧盟的申请书。新华网（页面存档备份，存于）
- 北京市民政局宣布取缔非政府组织公盟法律研究中心，此前北京市国税局和地方税务局向公盟下达了总额达142万元的罚款单，对此多个人权团体表示抗议。RFI（页面存档备份，存于）

## 7月16日
- 第八屆世界運動會在台灣高雄市開幕，由中華民國總統馬英九主持開幕儀式。自由時報[]
- 联合国安理会制裁委员会根据安理会通过的第1874号决议公布针对朝鲜5家公司和5名官员采取新的制裁措施。BBC中文网（页面存档备份，存于）

## 7月15日
- 由伊朗德黑兰起飞前往亚美尼亚埃里溫的卡斯皮安航空公司航班7908在伊朗西北部城市加兹温附近坠毁，机上168人全部遇难。BBC
- 第15次不结盟运动首脑会议在埃及红海海滨城市沙姆沙伊赫开幕，来自100多个国家的元首或元首代表出席大会，共商不结盟运动今后三年的政策纲领和行动计划。 新华网（页面存档备份，存于）
- 中国人民银行发布的统计数字显示，截至2009年6月末，中国国家外汇储备余额超过2万亿美元，为21316亿美元。BBC中文网（页面存档备份，存于）
- 美国奋进号航天飞机从佛罗里达州肯尼迪航天中心发射升空，将运送日本希望号实验舱的最后一批组件前往国际空间站。新华网（页面存档备份，存于）
- 刚果共和国现任总统德尼·萨苏-恩格索在12日举行的总统选举中获胜，将连任总统。新华网（页面存档备份，存于）
- 俄罗斯记者、人权活动家纳塔丽亚·埃斯蒂米洛娃在其车臣共和国的住宅外被绑架，并遭杀害抛尸于印古什共和国。中国日报（页面存档备份，存于）

## 7月14日
- 根据美国官方统计数据显示，美国预算赤字首次超过万亿美元。BBC中文网（页面存档备份，存于）
- 据台湾中央气象局测定，台湾花蓮外海凌晨发生里氏6.3级地震。BBC中文网（页面存档备份，存于）
- 美國加州現任華裔公平委員會副主席趙美心，在加州第三十二國會選區的補選中當選，成為首位美國華裔女眾議員。Huffington Post（页面存档备份，存于）

## 7月13日
- 由於執政聯盟在前一天的東京都議會選舉中失去半數，日本首相麻生太郎宣佈7月21日解散眾議院，8月30日大選。國際在線（页面存档备份，存于）
- 由于美国佛罗里达州肯尼迪航天中心附近出现雷暴天气，美国国家航空航天局第五次推迟奋进号航天飞机的发射。新华网（页面存档备份，存于）
- 中华人民共和国卫生部叫停精神病医生杨永信所采用的电刺激（或电休克）“治疗”网瘾，但杨永信并未因此停止对“患者”施用“让人生不如死”的“治疗”，反而继续在媒体上宣传他所谓的“脉冲治疗”。

## 7月11日
- 中国国学大师、语言学家、文学翻译家季羡林在北京病逝，享年98岁。新華網（页面存档备份，存于）

## 7月10日
- 台湾台北捷運內湖線發生大停擺事件，下午3點45分時，因系統出問題，導致全線停擺，乘客走軌道回站，抱怨聲不斷。

## 7月9日
- 南韓及美國多個政府網站遭大規模分散式阻斷服務攻擊攻擊。聯合報
- 中國雲南省楚雄彝族自治州姚安县發生6.0級地震，造成至少1人死亡，314人受傷。聯合晚報中新网（页面存档备份，存于）

## 7月8日
- 英国纽卡斯尔大学的科学家宣布利用男性胚胎干细胞培育出成熟精子，这是世界首次成功培育出人造精子。新华网（页面存档备份，存于）
- 澳洲新南威爾斯省邦達努鎮（Bundanoon）通過鎮內禁售瓶裝水，為全球首例。聯合報（页面存档备份，存于）

## 7月5日
- 中国新疆维吾尔自治区首府乌鲁木齐发生严重骚乱，造成至少140人死亡，828人受伤。新华网（页面存档备份，存于）中国新闻网（页面存档备份，存于）
- 罗杰·费德勒在2009年温布尔登网球公开赛男单决赛中以3：2击败安迪·罗迪克，成为历史上首个15次获得大满贯赛事男单冠军的选手。新华网（页面存档备份，存于）

## 7月4日
- 在江原道的导弹基地向东部海上发射了7枚导弹。新华网（页面存档备份，存于）
- 美洲国家组织宣布，作为对洪都拉斯军方发动军事政变驱逐总统塞拉亚的反应，决定中止洪都拉斯的成员资格。VOA新华网（页面存档备份，存于）
- 美国选手塞雷娜·威廉姆斯在英国举行的2009年温布尔登网球公开赛女子单打决赛中战胜其姐姐维纳斯·威廉姆斯获得冠军。新华网（页面存档备份，存于）

## 7月3日
- 洪都拉斯临时政府宣布退出美洲国家组织。新华网（页面存档备份，存于）
- 一架巴基斯坦Mi-17军用直升机在阿富汗边境的西北边境省坠毁，造成机上26人死亡。Press TV

## 7月2日
- 日本外交官天野之弥被国际原子能机构理事会推举为下一届总干事人选。新华网（页面存档备份，存于）
- 在咸镜南道咸兴市以南地区向海上发射了4枚地对舰导弹。新华网（页面存档备份，存于）
- 欧洲航天局普朗克卫星飞抵运行轨道，其温度通过冷却系统下降到零下273.05摄氏度，成为宇宙间有史以来温度最低的物体。新华网（页面存档备份，存于）

## 7月1日
- 克罗地亚总理伊沃·萨纳德宣布辞去总理职务，并退出政坛。环球网（页面存档备份，存于）
- 第25届世界大学生夏季运动会开幕式在塞尔维亚贝尔格莱德体育馆举行。新华网（页面存档备份，存于）